# Slovní hra
Slovní hry, nebo též hry se slovy, jsou mluvené, deskové a karetní hry nebo videohry, které mohou sloužit k rozvoji slovní zásoby, testování a rozvíjení schopnosti práce s jazykem nebo k objevování jeho vlastností.
Často se používají jako zdroj zábavy, mohou však sloužit i vzdělávacím účelům. Malé děti mohou rozvíjet své jazykové dovednosti, například pravopis, při hraní her, jako je Šibenice. Dospělým mohou pomáhat při studiu jazyků. Vědci zjistili, že lidé, kteří pravidelně luští křížovky, což obecně vyžaduje znalost větší slovní zásoby, mají v pozdějším věku lepší mozkové funkce. 
Rozhlasové a televizní soutěžní pořady založené na slovech byly součástí vysílání po celou historii. Například nejstarší televizní soutěž Spelling Bee, nebo český Kolotoč.

## Kategorie slovních her
Slovní hry lze kategorizovat na základě řady kritérií. Některé hry mohou spadat do více kategorií.

### Hry se skládáním písmen

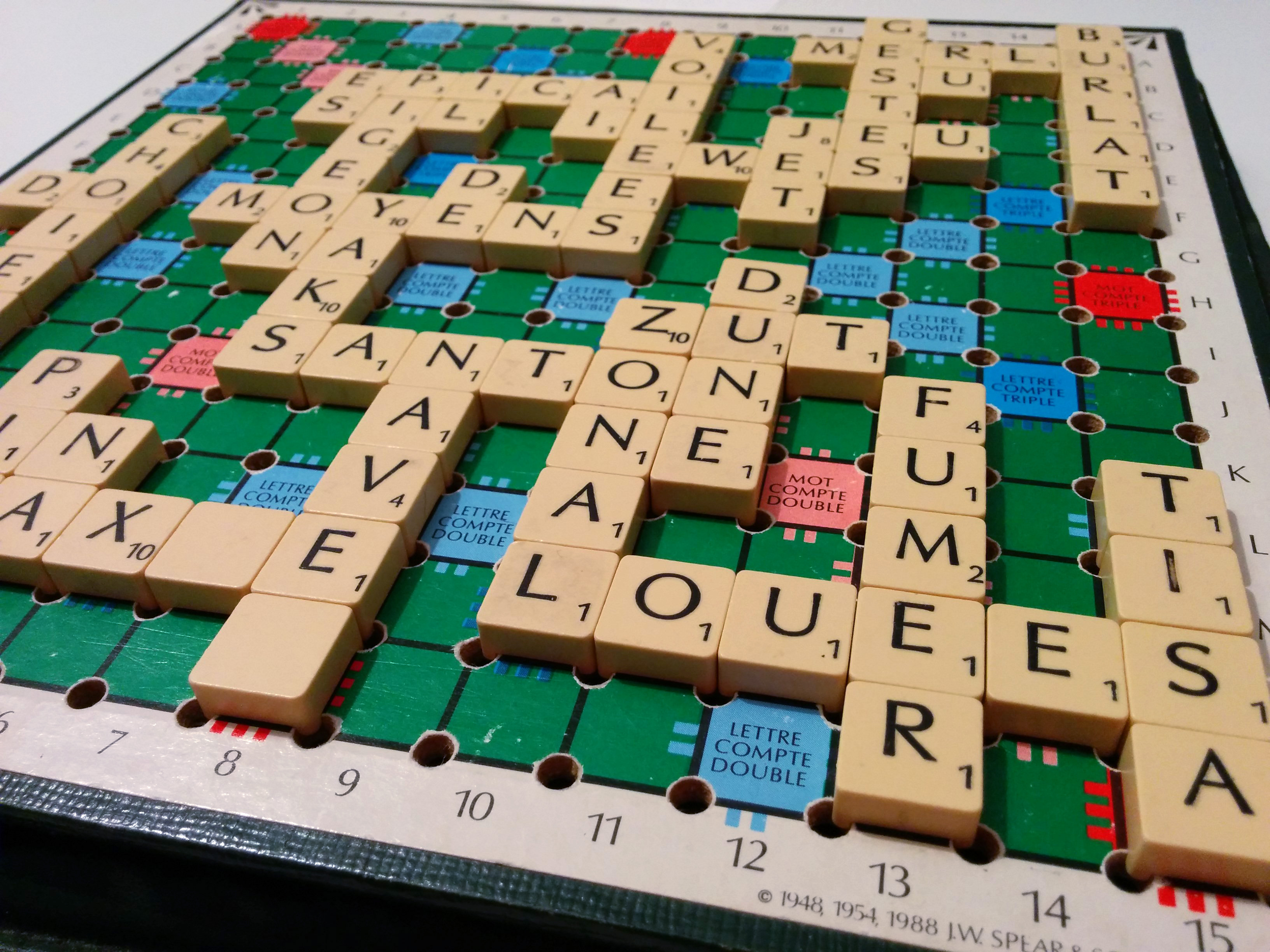
Hra Scrabble ve francouzštině

Cílem těchto her je vytvořit z daných písmen smysluplná slova, obvykle při splnění určitých pravidel (např. v prvním pádu). Tyto hry obecně testují slovní zásobu i schopnosti laterálního myšlení.
Některé příklady her se skládáním písmen:

Scrabble - desková hra pro 2 až 4 hráče, podstata je ve skládání vzájemně navazujících slov z vylosovaných písmen. Existují různé jazykové verze včetně české.

Slovolam - obdoba Scrabble (na desce jiných rozměrů), kromě jednopísmenných kamenů obsahuje i kameny zabírající větší počet polí s příslušným počtem písmen, všechna písmena však mají hodnotu jednoho bodu.

Amos - hra obsahuje 12 kostek (krychliček), na jejichž stěnách jsou písmena s různou bodovou hodnotou. Po rozhození kostek se písmena na horních plochách skládají do slov buď samostatných nebo propojených podobně jako ve Scrabble. Cíl je pokud možno využít všechny kostky a složit slova s co nejvyšší celkovou hodnotou

Words Of Wonders - mobilní hra, v každém kole je dána sada písmen (cca 5 až 10), z nichž hráč tvoří slova, která se vkládají do předloženého obrazce (křížovky), jedna z mála slovních her, která je k dispozici v české verzi.

### Hry shádáním slov
Klasickým příkladem je výše zmíněná dětská hra Šibenice nebo televizní soutěžní hry typu Kolotoč.
Velkou oblibu si získala (původně webová) hra Wordle, v níž hráči každý den hádají jedno pětipísmenné slovo. Hra vznikla v roce 2021, avšak již v roce 2022 existovaly stovky klonů včetně české verze, ofline a mobilních verzí, nebo verzí s možností zvolit délku hádaného slova.
Semantle na rozdíl od ostatních her v této kategorii vychází ze sémantické blízkosti, nikoli z grafické podoby slova, popis v kategorii sémantické hry.

### Sémantické hry
Sémantické hry se zaměřují na sémantiku slov, využívají jejich významy, případně sdílené znalosti hráčů.
Příklady:

Krycí jména - původní česká stolní hra z roku 2015; podstatou je aby druhý hráč z týmu identifikoval správná slova z 25 ležících na stole (v jiné verzi obrázků) na základě jednoslovných nápověd prvního hráče, snahou by mělo být jednou nápovědou označit více slov najednou.

Semantle - koncovkou -le se svým názvem vztahuje k Wordle, jde rovněž o webovou hru s jedním zadáním denně; podstata je v hledání cílového slova na základě sémantické blízkosti s tipovanými slovy; hráč postupně tipuje slova (na rozdíl od Wordle není omezen počet znaků ani počet pokusů), ke každému tipu dostane nápovědu v podobě čísla, které udává sémantickou blízkost k cílovému slovu (větší číslo = bližší); hra existuje pouze v angličtině, může sloužit k procvičování slovní zásoby.

Poznej slovo (v originále 4 pics 1 word = 4 obrázky 1 slovo) hráč dostane čtyři obrázky (v mobilní hře nebo na kartě), má uhodnout slovo, které je pro všechny obrázky společné. V jiné variantě hráč dostává nápovědy v podobě slov a pokud neví, může dostat další nápovědu. Ve skupinové variantě získává bod (kartu se čtyřmi obrázky) ten, kdo uhádne slovo jako první.

### Hry bez pomůcek
Slovní fotbal - následující hráč musí říct slovo, které začíná stejnou slabikou (v jednodušší verzi jedním písmenem, případně dvojicí písmen), jakou končilo předchozí slovo.

Šarády - hráč pantomimicky předvádí slovo (případně slovní spojení nebo větu, název filmu a podobně), ostatní hádají.
Bez pomůcek lze hrát i varianty některých her. Například Poznej slovo (viz Sémantické hry) se slovními nápovědami.

### Hry s tužkou a papírem

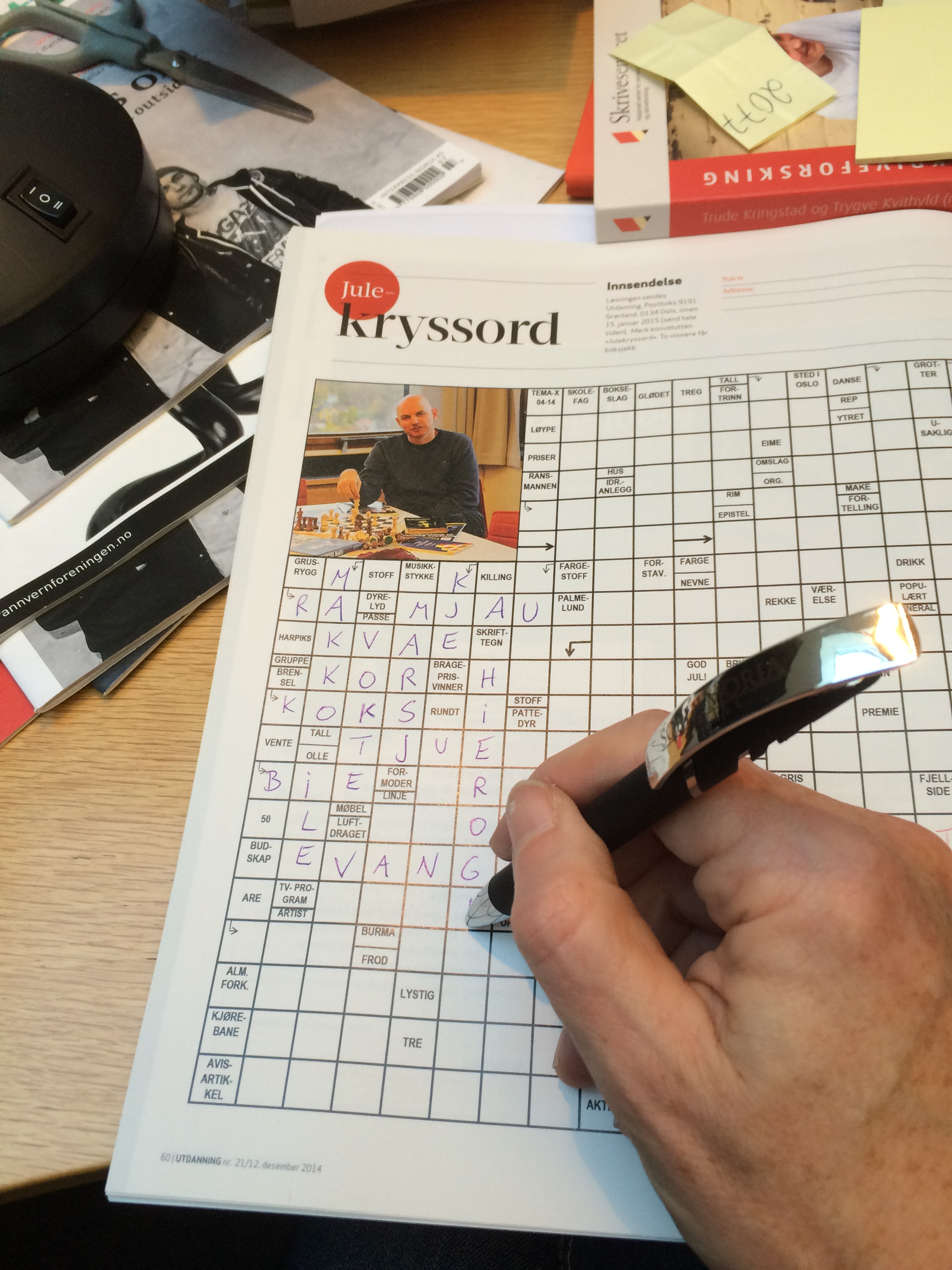
Křížovka

Ve hrách s tužkou a papírem hráči píší slova, která obvykle musí splňovat určitá omezení. Například křížovka vyžaduje, aby hráči s využitím legendy vyplnili jednotlivými písmeny políčka v obrazci, přičemž slova v řádcích a sloupcích se vzájemně křižují. Mezi hry s tužkou a papírem patří i známé dětské hry Šibenice a Jméno, město, zvíře, věc.

### Deskové a karetní hry
Pravděpodobně nejznámější deskovou hrou se slovy je Scrabble. Hra má celou řadu variant, v češtině například Slovolam, který kromě jednopísmenných obsahuje i dílky zabírající větší počet polí s odpovídajícím počtem písmen.
Novější česká hra Žahour je desková hra na motivy dětské hry země město. Hráč vymýšlí slova začínající písmenem, které padlo na mnohostěnné kostce, k tématu na poli hracího plánu, jež chce obsadit.
Krycí jména

### Počítačové a mobilní hry
Wordle

Semantle

Words Of Wonders
Kromě her tvořených přímo pro počítače a mobilní zařízení existují i počítačové a mobilní varianty klasických her, například Scrabble, Šibenice, křížovky a řada dalších.